# Liste der Monuments historiques in Froville
Die Liste der Monuments historiques in Froville führt die Monuments historiques in der französischen Gemeinde Froville auf.

## Liste der Immobilien
| Bezeichnung                   | Beschreibung | Standort              | Kennzeichnung | Schutzstatus   | Datum     | Bild           |
| ----------------------------- | --- | --------------------- | ------------- | -------------- | --------- | -------------- |
| Priorat mit Kirche Notre-Dame | Benediktinerkloster, 1080 gegründet; romanische Kirche, Ende des 11. Jahrhunderts, mit gotischem Rechteckchor; Kreuzgang, bezeichnet 1519 | Rue Principale (Lage) | PA00106038    | Inscrit Classé | 1926 1985 | weitere Bilder |

## Liste der Objekte
| Bezeichnung                             | Beschreibung | Standort                        | Kennzeichnung | Schutzstatus | Datum | Bild |
| --------------------------------------- | --- | ------------------------------- | ------------- | ------------ | ----- | ---- |
| Mariä-Himmelfahrt-Altar                 | linker Seitenaltar; Altartisch und Retabel: Holz, farbig gefasst und vergoldet, Anfang des 18. Jahrhunderts; Altarbild: Ölfarbe auf Leinwand, 1826 | in der Kirche Notre-Dame (Lage) | PM54001555    | Inscrit      | 1996  |      |
| Hauptaltar                              | Altartisch mit Altaraufbau und Tabernakel; Holz, farbig gefasst und vergoldet, um 1725                                                             | in der Kirche Notre-Dame (Lage) | PM54000265    | Classé       | 1983  |      |
| Grabstein eines Adligen und seiner Frau | Stein, 1551 | in der Kirche Notre-Dame (Lage) | PM54000264    | Classé       | 1908  |      |